# Łada 2102
WAZ (Łada) 2102 Żiguli – samochód osobowy z nadwoziem kombi, produkowany przez zakłady WAZ w ZSRR w latach 1971–1985.

## Opis modelu
WAZ 2102 stanowił odmianę kombi samochodu WAZ 2101, będącego produkowanym na włoskiej licencji Fiatem 124. Produkcja wariantu kombi była przewidziana już w pierwotnej umowie zawartej z Włochami w 1966. WAZ 2102 stanowił zmodyfikowany i dostosowany do radzieckich wymagań i warunków eksploatacji samochód Fiat 124 Familiare, którego pierwsze egzemplarze był testowane w ZSRR w 1967 roku. Podobnie, jak w sedanie 2101, wzmocniono konstrukcję nadwozia, unowocześniono silnik przez zastosowanie rozrządu z wałkiem w głowicy (OHC), zmodyfikowano zawieszenie, sprzęgło, skrzynię biegów i hamulce.
Wersja podstawowa 2102 napędzana była silnikiem o pojemności 1.2 (1198 cm³) i mocy 64 KM. Mniej liczne odmiany, przede wszystkim kierowane na eksport, napędzane były silnikami 1.3 o mocy 69 KM z samochodu WAZ 21011 lub nawet 1.5 (1451 cm³) o mocy 75 KM z WAZ 2103 (w braku odmiany kombi samochodu WAZ 2103). 

## Produkcja
W ZSRR samochód otrzymał oznaczenie WAZ 2102 i nazwę Żiguli (Жигули, podobnie, jak WAZ 2101), a potocznie nazywany był "dwuszka" (dwójka). Na eksport samochody te natomiast oznaczane były jako Łada 1200 lub 1500, w zależności od silnika (Lada na rynek zachodni). WAZ 2102 stanowił pierwsze masowo produkowane kombi w ZSRR, dostępne dla szerokich rzesz użytkowników prywatnych (wcześniej samochody kombi, produkowane głównie przez zakłady Moskwicz, trafiały do wolnej sprzedaży w ograniczonej ilości, a chętniej były przeznaczane na samochody służbowe). Z uwagi na ładowność, szczególnym zainteresowaniem cieszyły się wśród właścicieli podmiejskich dacz i uprawiających turystykę zmotoryzowaną. Należy jednak pamiętać, że podobnie, jak np. w Polsce, w tym okresie w ZSRR przeciętny użytkownik miał trudności w zakupie nowego samochodu, z powodu konieczności oczekiwania w kolejce, przy tym dodatkowo Łady były sprzedawane pod warunkiem sprzedaży poprzednio posiadanego samochodu za pośrednictwem państwa, co było mniej korzystne finansowo. 
Produkcja wersji kombi została uruchomiona rok po sedanie i pierwsze samochody zostały wyprodukowane w kwietniu 1971 roku, aczkolwiek w tym roku zbudowano ich tylko 185. Po rozbudowie fabryki masowa produkcja ruszyła w roku kolejnym, kiedy zbudowano ich 11 015. W następnych latach roczna produkcja sięgała 50–55 tysięcy. Ostatecznie produkcji zaprzestano wiosną 1985, po zbudowaniu 666 989 sztuk. Ładę 2102 zastąpił wywodzący się z niej model Łada 2104.

## Wersje modelu 2102
Opracowano na podstawie materiału źródłowego:
- 2102 – Wersja podstawowa wyposażona w silnik 1.2
- 21021 – Wersja wyposażona w silnik 1.3 (69 KM) z WAZ 21011 (od 1974)
  - 21021-01 – Wersja eksportowa z silnikiem 1.3 i deską przyrządów od WAZ 2103
  - 21021-02 – Wersja eksportowa z silnikiem 1.3 i deską przyrządów od WAZ 21011
- 21022 – Wersja eksportowa podstawowa z kierownicą po prawej stronie
- 21023 – Wersja eksportowa z silnikiem 1.5 (75 KM) i bogatszym wyposażeniem wnętrza od WAZ 2103 (od 1977)
- 21024 – Wersja eksportowa odpowiadająca 21021-02, lecz z kierownicą po prawej stronie
- 21026 – Wersja eksportowa odpowiadająca 21023, lecz z kierownicą po prawej stronie

## Dane techniczne
Opracowano na podstawie materiału źródłowego:
- Nadwozie: samonośne, stalowe, 5-drzwiowe, 5-miejscowe
- Długość/szerokość/wysokość: 4059 / 1611 / 1458 mm
- Rozstaw osi: 2424 mm
- Rozstaw kół przód/tył: 1365 / 1321 mm
- Szerokość kanapy tylnej: 1385 mm
- Masa własna: 1010 kg
- Masa całkowita: 1440 kg
- Najmniejszy prześwit: 170 mm

- Silnik: WAZ-2101 – gaźnikowy, czterosuwowy, 4-cylindrowy rzędowy, górnozaworowy OHC, chłodzony cieczą, umieszczony podłużnie z przodu, napędzający koła tylne
- Pojemność skokowa: 1198 cm³
- Średnica cylindra x skok tłoka: 76 x 66 mm
- Moc maksymalna: 64 KM przy 5600 obr./min
- Maksymalny moment obrotowy: 8,9 kgf · m przy 3400 tys. obr./min (87 Nm)
- Stopień sprężania: 8,5
- Gaźnik: DAAZ-2101 (później inne)
- Skrzynia przekładniowa mechaniczna 4-biegowa, biegi do przodu zsynchronizowane, z dźwignią w podłodze

- Zawieszenie przednie: niezależne - poprzeczne wahacze resorowane cylindrycznymi sprężynami, hydrauliczne amortyzatory teleskopowe
- Zawieszenie tylne: zależne – oś sztywna, sprężyny cylindryczne, drążki reakcyjne, hydrauliczne amortyzatory teleskopowe
- Hamulce: przedni tarczowy, tylny bębnowy, ze wspomaganiem; hamulec ręczny mechaniczny na koła tylne
- Ogumienie o wymiarach 6,45-13" (165-330)

- Prędkość maksymalna: 135 km/h
- Zużycie paliwa:
- Przyspieszenie 0–100 km/h: 25 s